# Une race de guerriers
Une race de guerriers (titre original : Warrior Race) est une nouvelle de science-fiction humoristique écrite par Robert Sheckley.

## Publications

### Publications aux États-Unis
- Galaxy Science Fiction, Novembre 1952[1].

### Publications en France
- Galaxie no 21, Juillet 1955[2].
- Le Livre d'or de la science-fiction : Robert Sheckley (p. 98 à 113 du recueil), 1980 aux éditions Presses Pocket, collection Science-fiction, no 5075  (ISBN 2-266-00880-3) et 1987
- Le Grand Temple de la S-F, avec pour titre Tu brûles !, 1990 aux éditions Presses Pocket, collection , no 5075.

### Publication en Allemagne
- Das Volk der Krieger (1965)[3].

## Résumé
Le vaisseau spatial de Donnaught et Fannia subissant une avarie, les deux astronautes sont contraints de se poser sur la planète Cascella. Sur cette planète se trouve une réserve de carburant qui avait été laissée il y a fort longtemps par une précédente expédition d'exploration. Le problème est que cette réserve de carburant est située en plein milieu d'un territoire sacré des Cascelliens, et que ces derniers se proclament être « une civilisation guerrière ». 
Les Cascelliens ont une manière assez étrange de se battre : quand ils se trouvent devant l'ennemi, ils s'ouvrent la gorge avec de larges couteaux. Les deux astronautes sont contraints de se battre contre des êtres qui ne connaissent que le suicide comme arme ! La petite planète ayant trois milliards d'habitants, les deux humains ne vont pas organiser le génocide de tous les habitants de la planète, tout de même ? 
Leur salut viendra d'une réflexion : si la guerre se fait au moyen du suicide, peut-être que le meurtre est interdit ? Effectivement, lorsqu'ils menacent les Cascelliens de les tuer et de tuer leur roi, ces derniers refusent le combat, trouvant le meurtre ignoble, sale et déshonorant…